# NGC 6979
NGC 6979 је емисиона маглина у сазвежђу Лабуд која се налази на NGC листи објеката дубоког неба.
Деклинација објекта је + 32° 1' 36" а ректасцензија 20h 50m 30,0s. Привидна величина (магнитуда) објекта NGC 6979 износи 13,3.